# Bärfendals distrikt
Bärfendals distrikt är ett distrikt i Munkedals kommun och Västra Götalands län. 
Distriktet ligger nordväst om Munkedal. 

## Tidigare administrativ tillhörighet
Distriktet inrättades 2016 och utgörs av socknen Bärfendal i Munkedals kommun. 
Området motsvarar den omfattning Bärfendals församling hade vid årsskiftet 1999/2000.